# Adélaïde Charlier
Adélaïde Charlier, née le 9 décembre 2000 à Namur, est une activiste belge militant pour la justice climatique et sociale. Elle a cofondé en Belgique le mouvement Youth for Climate. Elle est principalement connue pour son engagement dans la lutte contre le changement climatique. Inspirée par les actions de Greta Thunberg, elle est l'une des figures, avec Kyra Gantois et Anuna De Wever, des premières grèves scolaires pour le climat en Belgique.

## Biographie

### Enfance et formation
Adélaïde Charlier est originaire de Namur. Elle est la fille de Marie-Claude Cassiers et Jean-Christophe Charlier. Celui-ci est membre du parti Ecolo, ancien candidat de ce parti aux élections communales, économiste spécialisé dans l’environnement et fonctionnaire, responsable de la cellule gouvernance à l’agence belge de développement ENABEL.
Adélaïde Charlier est sensibilisée à la cause climatique au début de son adolescence, alors qu'elle est installée avec sa famille au Vietnam. De 2012 à 2016, elle suit sa scolarité à l'United Nations International School of Hanoi, une école des Nations unies où la question climatique est particulièrement abordée. Selon ses propres mots, elle suit alors sa scolarité « dans une école des Nations Unies où l'on parlait énormément de la question climatique ».
Elle fait également une partie de sa scolarité secondaire au Collège Notre-Dame de la Paix à Erpent.
En 2020, elle est étudiante en Sciences Politiques & Sociales à la Vrije Universiteit Brussel (VUB) et à l'Université de Gand (UGent). 
En 2023, elle est étudiante en sciences politiques et sociales à Bruges.

### Engagement pour le climat
En 2018, alors que les « grèves climatiques » de Youth for Climate démarrent en Flandre à l'instigation des militantes Anuna De Wever et Kyra Gantois, Adélaïde Charlier est sollicitée pour étendre la mobilisation en Wallonie. Elle devient rapidement l'une des porte-paroles, et figures du mouvement. À l'époque, elle est encore étudiante au Collège Notre-Dame de la Paix (Namur),.
Entre 2018 et 2019, elle devient représentante belge francophone auprès d'Amnesty International.
Après l'obtention de son bac, elle prend une année sabbatique, durant laquelle elle participe au projet Sail to the Cop. En octobre 2019, elle traverse ainsi l'Atlantique en voilier pour se rendre à la COP25 à Santiago du Chili, accompagnée d'autres activistes telles qu'Anuna De Wever. Au cours de leur périple, elles apprennent que le présidient chilien Sebastian Piñera a décidé d'annuler la COP25, à la suite d'une grave crise sociale traversée par le pays[pertinence contestée].
En 2020, elle est l'une des porte-parole de la Coalition climat belge, composée de syndicats, d’ONG et d’associations environnementales.
En 2022, elle est conseillère spéciale du vice-président de la Commission européenne, Frans Timmermans. Elle anime également une émission diffusée sur NRJ Belgique, appelée 60 secondes climat, durant laquelle elle a pour mission de rendre un sujet climatique accessible au plus grand nombre.

### Vie privée
Adélaïde Charlier est passionnée de sport : elle faisait partie de l'équipe de natation de l'United Nations International School of Hanoi et elle pratique régulièrement le triathlon.

## Publications
Adélaïde Charlier est coauteure du livre Quel monde pour demain, dialogue entre générations (2020) avec Esmeralda de Belgique, Anuna De Wever et Sandrine Dixson-Declève. Le livre aborde, sous forme d'un dialogue, les enjeux climatiques, et propose des solutions pour un avenir plus durable.

## Documentaires
- En 2020, elle apparaît dans le documentaire de Nathan Grossman, I am Greta[27].

- En 2021, la RTBF produit La meuf du climat, un documentaire de 52 minutes consacré à Adélaïde Charlier. Réalisé par Quentin Ceuppens, le documentaire dresse le portrait de la jeune Namuroise en interviewant notamment ses proches, sa famille, des scientifiques ou encore Greta Thunberg, devenue l'une de ses meilleures amies[28].

- En 2022, Adélaïde Charlier apparaît dans le documentaire Sœurs de combat (aux côtés de Anuna De Wever, Luisa Neubauer, Léna Lazare, Leah Namugerwa, Mitzi Jonelle Tan), un film sur l’engagement des jeunes en faveur du climat réalisé par Henri De Gerlache. Le film a notamment été diffusé par la RTBF[29].

## Distinctions
En septembre 2019, elle est honorée de la Médaille du Mérite Wallon par le gouvernement wallon, à l'occasion des Fêtes de Wallonie. Elle est décorée par Willy Borsus, Vice-Président de la Wallonie.
En janvier 2020, elle obtient le prix de Namuroise de l’année dans la catégorie "Engagement pour la planète", pour son combat à la tête des marches pour le climat,.
En février 2022, les Lobby Awards 2021 lui décernent le titre de « Leadership féminin de l’année ».
Elle est lauréate du prix Forbes des 30 personnalités de l'année de moins de 30 ans.